# Darigha Nasarbajewa

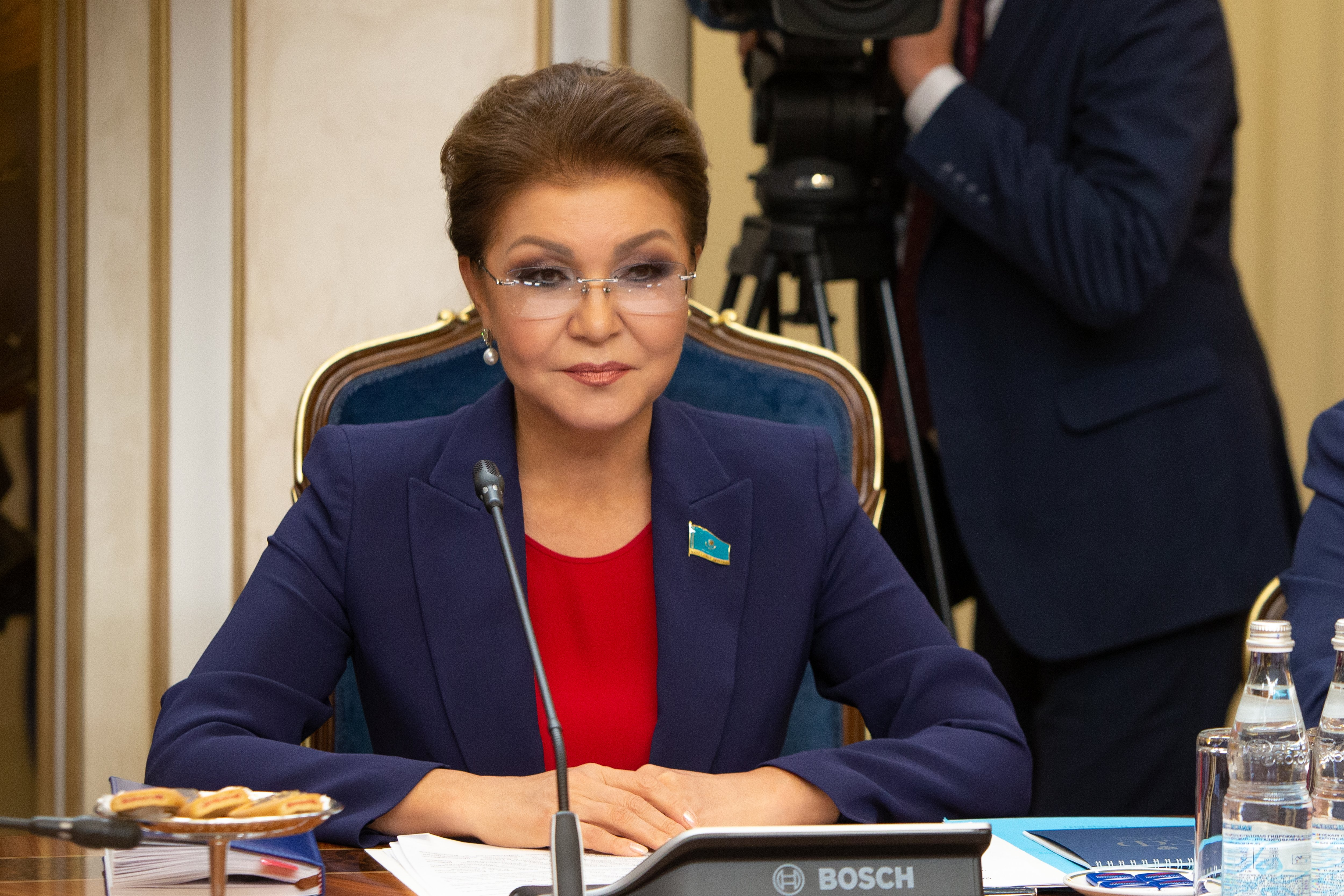
Darigha Nasarbajewa, 2019

Darigha Nursultanqysy Nasarbajewa (kasachisch Дариға Нұрсұлтанқызы Назарбаева Dariğa Nūrsūltanqyzy Nazarbaeva, russisch Дарига Нурсултановна Назарбаева/Dariga Nursultanowna Nasarbajewa; * 7. Mai 1963 in Temirtau, Kasachische SSR, Sowjetunion) ist eine kasachische Unternehmerin und ehemalige Politikerin (Amanat). 2014 wurde Nasarbajewa zur Vize-Sprecherin des Mäschilis gewählt.

## Leben
Darigha Nasarbajewa hat von 1980 bis 1983 an der Fakultät für Geschichte der Lomonossow-Universität in Moskau studiert. 1985 absolvierte sie dasselbe Fach an der Staatlichen Kasachischen Universität namens Sergei Kirow (heutige Al-Farabi Universität in Almaty). Zwischen 1995 und 1998 arbeitete sie als Generaldirektorin des republikanischen Staatsunternehmens „Agentur Xäbär“. 2001 stieg Nasarbajewa zur Vorsitzenden des Verwaltungsrats des Konzerns auf. Von 2004 bis 2007 saß sie als Abgeordnete der Republikanischen Partei „Assar“ im Parlament Kasachstans. In den darauffolgenden fünf Jahren leitete sie die „Stiftung des Ersten Präsidenten von Kasachstan - Führer der Nation“.
Am 3. April 2014 wurde Nasarbajewa zur stellvertretenden Parlamentspräsidentin gewählt. Zugleich wurde sie zur Fraktionschefin der regierenden Partei „Nur Otan“. Am 11. April 2015 wurde Nasarbajewa zur stellvertretenden Premierministerin der Republik Kasachstan ernannt, bis sie am 15. September 2016 zum Mitglied des Senats ernannt wurde. Dessen Präsidentin wurde sie am 20. März 2019, am selben Tag, als ihr Vater vom Amt des Staatschefs zurücktrat. Von ihrem Posten als Senatsvorsitzende wurde sie am 2. Mai 2020 entlassen.

## Familie
Sie ist die älteste Tochter des kasachischen Präsidenten Nursultan Nasarbajew und war von 1983 bis 2007 mit dem kasachischen Politiker und Diplomaten Rachat Älijew verheiratet. Die Ehe wurde 2007 in Abwesenheit und ohne Zustimmung des 2015 verstorbenen Älijew geschieden.